# Sadia Abbas
Sadia Abbas est une chercheuse et autrice pakistano-américaine, professeure associée au département d'anglais de l'Université Rutgers à Newark. Ses travaux portent majoritairement sur la littérature postcoloniale, l’islam, la modernité et la critique de l'impérialisme. Elle est également romancière, explorant dans ses œuvres de fiction les thèmes de l'identité et des dynamiques postcoloniales.

## Biographie
Née en juillet 1970 à Karachi, au Pakistan, Sadia Abbas a grandi entre le Pakistan et Singapour avant de poursuivre ses études aux États-Unis. Elle a obtenu son baccalauréat au Wellesley College en 1992, et a complété un doctorat en littérature et philosophie à l'Université Brown en 2002. Elle occupe actuellement le poste de professeure associée en littérature anglaise et études postcoloniales à l'Université Rutgers à Newark. Spécialiste de la littérature et de la théorie postcoloniale, elle est reconnue pour ses recherches sur la culture et la politique de l'islam dans la modernité, la littérature anglaise de la première modernité, et l'histoire de la critique littéraire du XXe siècle. Son ouvrage At Freedom's Limit: Islam and the Postcolonial Predicament (Fordham University Press, 2014) a reçu le prestigieux MLA First Book Prize en 2015 pour son analyse novatrice de l’islam et des dynamiques postcoloniales. Elle est également l'autrice du roman The Empty Room (Zubaan Books, 2018), qui explore des thèmes liés à l'identité et aux dynamiques sociales du Pakistan des années 1970. Ce roman a été sélectionné pour le DSC Prize for South Asian Literature. En 2021, Sadia Abbas a coédité Shahzia Sikander: Extraordinary Realities. Ce livre a été désigné comme l’un des meilleurs livres d’art de l’année 2021 par le New York Times. Actuellement, elle travaille sur un nouvel ouvrage intitulé Revenant Ruin: (Post)Colonialism and the Management of Life qui examine l’idée d’Europe et la manière dont les taxonomies racialisées du colonialisme ont resurgi dans les nationalismes ethniques contemporains.
Par ailleurs, elle a publié des articles académiques sur la traduction, l'ascension du nationalisme hindou, Daesh, ainsi que sur la crise de la dette grecque et des réfugiés. Sadia Abbas est également cofondatrice de la plateforme en ligne Ideas and Futures, et ses poèmes ont récemment été publiés dans une collection dédiée à la poésie pakistanaise contemporaine en anglais.

## Contributions intellectuelles
Sadia Abbas s'impose comme une figure intellectuelle majeure grâce à ses travaux qui explorent comment les dynamiques de pouvoir, héritées de l’histoire coloniale, continuent de façonner les discours culturels, religieux et politiques contemporains. À travers ses recherches et ses écrits, Sadia Abbas propose une lecture innovante des interactions entre religion, art, politique et société, tout en ouvrant des perspectives pour décoloniser les cadres de pensée dominants.

### Postcolonialisme et islam
Dans At Freedom’s Limit: Islam and the Postcolonial Predicament, Sadia Abbas examine comment l’islam est devenu un nouveau site discursif, remplaçant d’autres idéologies (comme le communisme) dans les narratifs sécuritaires globaux. Ce qu’elle appelle le "nouvel islam" est une construction idéologique où l’islam est présenté comme intrinsèquement incompatible avec la modernité, ce qui sert à justifier des interventions néocoloniales de la part de l'Occident dans les pays musulmans.
Sadia Abbas démontre que l’islam est utilisé comme un prétexte pour légitimer des politiques de sécurité et des projets impérialistes sous couvert de lutte contre le terrorisme. Elle souligne également le rôle central des médias dans la fabrication de l’"ennemi musulman". Par exemple, dans la série britannique Spooks, Sadia Abbas montre comment les musulmans sont systématiquement dépeints comme des figures menaçantes, participant à une représentation simpliste et stéréotypée de l’islam.

### Modernité et colonialité
Sadia Abbas questionne la modernité en tant que concept universel, affirmant qu'elle est profondément enracinée dans l’histoire coloniale. Elle montre que cette modernité impose des cadres normatifs et des hiérarchies culturelles qui marginalisent les sociétés non occidentales. Ces cadres sont souvent utilisés pour juger les pratiques culturelles et religieuses dans les pays à majorité musulmane. Sadia Abbas souligne aussi que les discours critiques passent souvent sous silence l’existence de tendances laïques au sein des sociétés musulmanes. Ces discours supposent à tort que ces sociétés sont fondamentalement et culturellement différentes, ce qui, paradoxalement, reproduit les logiques coloniales qu’ils prétendent rejeter.

### Féminisme et agentivité
Sadia Abbas s’intéresse particulièrement à la manière dont les femmes musulmanes et notamment les femmes voilées sont instrumentalisées dans les discours occidentaux. Elle critique les lois européennes interdisant le voile dans les espaces publics, qu’elle interprète comme des outils néocoloniaux cherchant à imposer une vision homogène de la liberté féminine. Elle explique que la femme voilée est souvent utilisée comme un symbole d’oppression pour justifier des interventions étrangères, notamment dans les pays musulmans.

### Littérature et art comme résistance
En tant que critique littéraire et romancière, Abbas explore la manière dont la fiction et l’art postcolonial servent à remettre en question les narratifs impérialistes. Son roman The Empty Room offre une réflexion sur les pressions sociales, politiques et personnelles vécues par les femmes pakistanaises dans les années 1970. À travers ce récit, Sadia Abbas illustre la complexité des dynamiques postcoloniales et patriarcales.
Par ailleurs, son travail sur l’artiste Shahzia Sikander (Shahzia Sikander: Extraordinary Realities) met en lumière comment les arts visuels peuvent déconstruire les récits impérialistes et imaginer des futurs décolonisés.
Pour Sadia Abbas, la littérature et l’art constituent des espaces essentiels de résistance culturelle. Elle analyse également comment les écrivains postcoloniaux, tels que Nadeem Aslam, utilisent leurs œuvres pour déconstruire les narratifs impérialistes et réimaginer des subjectivités alternatives.
Sadia Abbas voit dans ces œuvres des formes de résistance esthétique, où la spiritualité, la mémoire et la culture sont mobilisées pour résister à la domination impériale. Dans ses propres travaux, elle introduit le concept de Cold War Baroque, qui examine comment les pratiques esthétiques ont été utilisées pour refléter et critiquer les dynamiques idéologiques et géopolitiques de la guerre froide. Ce concept met en lumière le rôle de l’esthétique comme outil critique dans des contextes de domination et de résistance, révélant l'agentivité des pratiques artistiques.

### Décoloniser la liberté et la subjectivité
Sadia Abbas plaide pour une décolonisation de la liberté, remettant en question les notions de liberté universelle souvent imposées par les normes libérales occidentales. Elle insiste sur l’importance de redéfinir la subjectivité en intégrant des visions du monde alternatives, qui prennent en compte les expériences historiques et culturelles des peuples marginalisés. Elle voit dans la spiritualité une forme de liberté qui échappe aux cadres réducteurs des idéologies modernes. En valorisant la spiritualité, Sadia Abbas propose une manière de réinventer les subjectivités en dehors des structures de pouvoir héritées du colonialisme.

### Impact dans les débats contemporains
En explorant des thématiques telles que le féminisme, la modernité et la subjectivité, Sadia Abbas enrichit les débats sur la décolonisation des savoirs et propose des cadres pour repenser les relations entre culture, politique et résistance. À travers ses œuvres, Sadia Abbas redéfinit les cadres de pensée dans les études postcoloniales, en insistant sur l’importance de décoloniser les discours dominants sur l’islam, la modernité et le genre. En reliant théorie académique, fiction et critique sociale, elle offre des perspectives nouvelles pour comprendre les relations complexes entre culture, pouvoir et résistance dans le monde contemporain.

## Publications
Livres
- 2014, Sadia Abbas, At Freedom’s Limit: Islam and the Postcolonial Predicament, 275 pages, Fordham University Press, New York.
- 2018, Sadia Abbas, The Empty Room, 234 pages, Zubaan Press, New Delhi.
- 2021, Sadia Abbas et Jan Howard, Shahzia Sikander: Extraordinary Realities, 320 pages, RISD Museum, Providence.

Articles académiques
- 2007, Sadia Abbas, « Other People’s History: Contemporary Islam and Figures of Early Modern European Dissent », Early Modern Culture.
- 2009, Sadia Abbas, « Itineraries of Conversion: Judaic Paths to a Muslim Pakistan », Crisis and Beyond: Re-Evaluating Pakistan, ed. Naveeda Khan, Routledge, Londres, pp. 345-369.
- 2011, Sadia Abbas, « Leila Aboulela, Religion, and the Challenge of the Novel », Contemporary Literature, vol. 52, no. 3, pp. 430-461.
- 2013, Sadia Abbas, « The Echo-Chamber of Freedom: The Muslim Woman and the Pretext of Agency », boundary 2, vol. 40, no. 1, pp. 155-189.
- 2017, Sadia Abbas, « Preliminary Thoughts on Art and Society », Beyond Muslim Liberalism, eds. Faisal Devji et Zaheer Kazmi, Hurst Publishers, Londres, pp. 243-260.
- 2018, Sadia Abbas, « Nikes in Nineveh: Daesh, the Ruin and the Global Logic of Eradication », The Edinburgh Companion to the Postcolonial Middle East, eds. Anna Ball et Karim Mattar, Edinburgh University Press, Édimbourg, pp. 293-308.
- 2018, Sadia Abbas, « Neither Greek nor Indian: Nation and History in River of Fire and The Mermaid Madonna », The Postcolonial Contemporary, eds. Gary Wilder et Jini Watson, Fordham University Press, New York, pp. 166-186.

Recensions de livres
- 2015, Sadia Abbas, « Angels of History: Review Essay of Faisal Devji's Muslim Zion », SCTIW Review, 24 février.
- 2018, Sadia Abbas, « Of Things to Come », critique de The Great Derangement d'Amitav Ghosh, boundary 2, avril.

Autres publications
- 2007, Sadia Abbas, « The Roots of Pakistan’s Political Crisis: A Kleptocratic Military and Corrupt Political Elites », Counterpunch, 12 novembre.
- 2013, Sadia Abbas, « Valued Added », essai sur les peintures de Komail Aijazuddin, catalogue d’exposition, Khaas Art Gallery, Islamabad.
- 2015, Sadia Abbas, « Neoliberal Moralism and the Fiction of Europe—A Postcolonial Perspective », Open Democracy, 16 juillet.
- 2016, Sadia Abbas, « Daring to Exist—The Pakistani Woman’s Fault », Dawn, 6 juin.
- 2016, Sadia Abbas, « Bombs Targeting Christians is Extremism, but our Everyday Bigotry Isn’t? », Dawn, avril.
- 2018, Sadia Abbas, « Excerpt from The Empty Room », Scroll, Inde, juin.
- 2018, Sadia Abbas, « Go Where? Lesvos Summer 2018—A Personal Essay », The Daily Times, Pakistan, 27 novembre.

Ouvrage en cours
- 2024, Sadia Abbas, Revenant Ruin: (Post)Colonialism and the Management of Life.